# Chiesa di Santo Stefano (Montechiarugolo)
La chiesa di Santo Stefano, nota anche come pieve di Basilicagoiano, è un luogo di culto cattolico dalle forme rinascimentali e neorinascimentali, situato in via Parma 93 a Basilicagoiano, frazione di Montechiarugolo, in provincia e diocesi di Parma; è sede di una parrocchia compresa nella zona pastorale della Pedemontana.

## Storia
L'originaria pieve romanica fu edificata in epoca medievale per volere, secondo la tradizione, del vescovo di Piacenza; la chiesa fu consacrata il 4 luglio del 1169.
L'autorità episcopale piacentina sulla Plebs quae vocatur Basilica Giuliani, come all'epoca era chiamato il borgo di Basilicagoiano, fu confermata nel 1199 con una bolla emanata dal papa Innocenzo III.
La chiesa fu menzionata quale dipendenza del vescovo di Piacenza anche nel Capitulum seu Rotulus Decimarum della diocesi di Parma del 1230; all'epoca erano soggette alla pieve le cappelle di San Quintino a Montechiarugolo, di San Donnino a Monticelli e di Santa Felicola nell'omonima abbazia.
La più antica testimonianza della dipendenza della chiesa dalla diocesi di Parma risale soltanto al 1560; nel corso del XVI secolo il luogo di culto fu inoltre completamente riedificato in forme rinascimentali e nel 1564 fu dotato del coro.
Nel 1717 furono costruite le quattro cappelle laterali barocche.
Tra il 1936 e il 1937 il luogo di culto fu restaurato e modificato con l'aggiunta della nuova facciata neorinascimentale.

## Descrizione

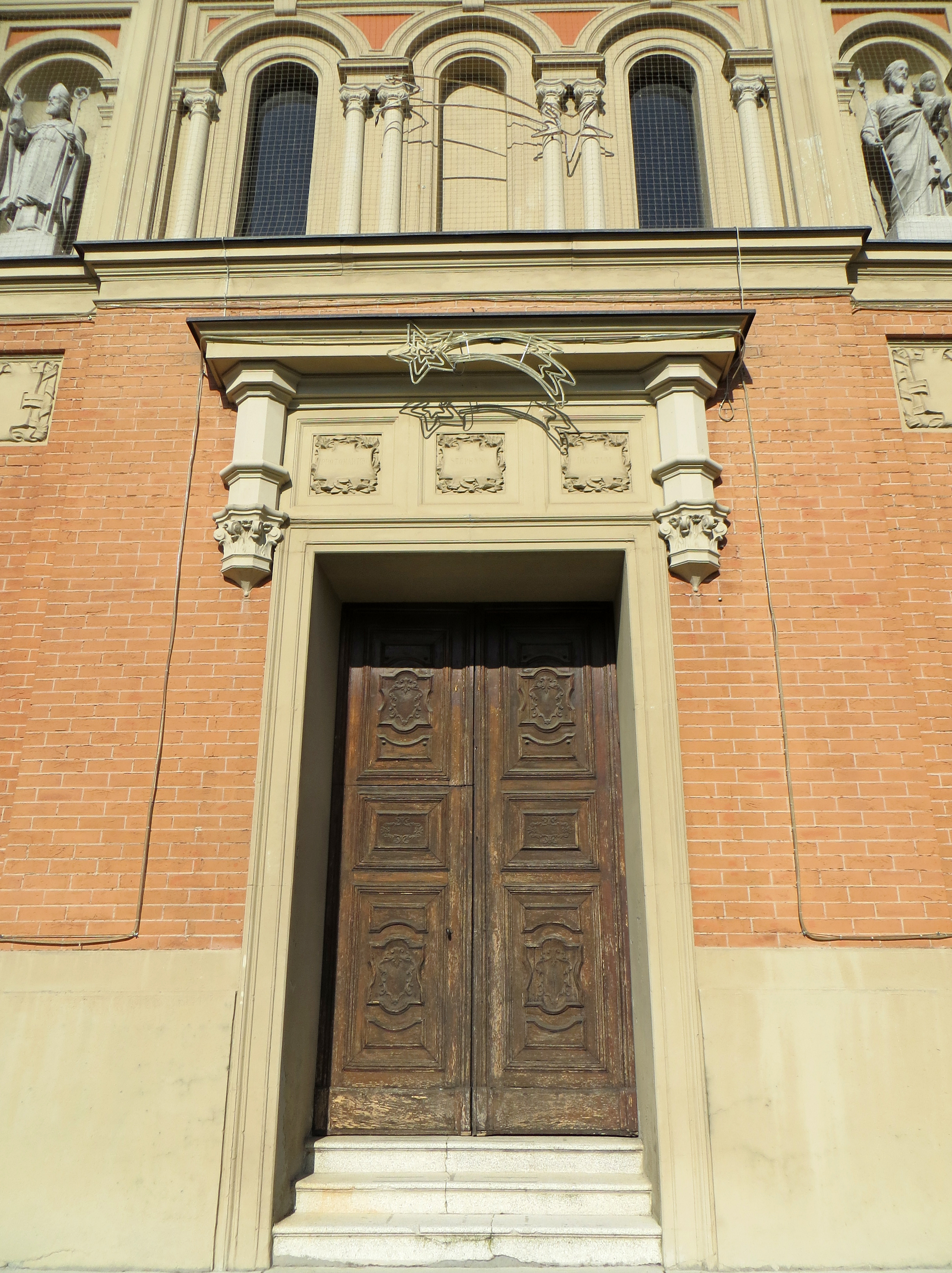
Portale d'ingresso

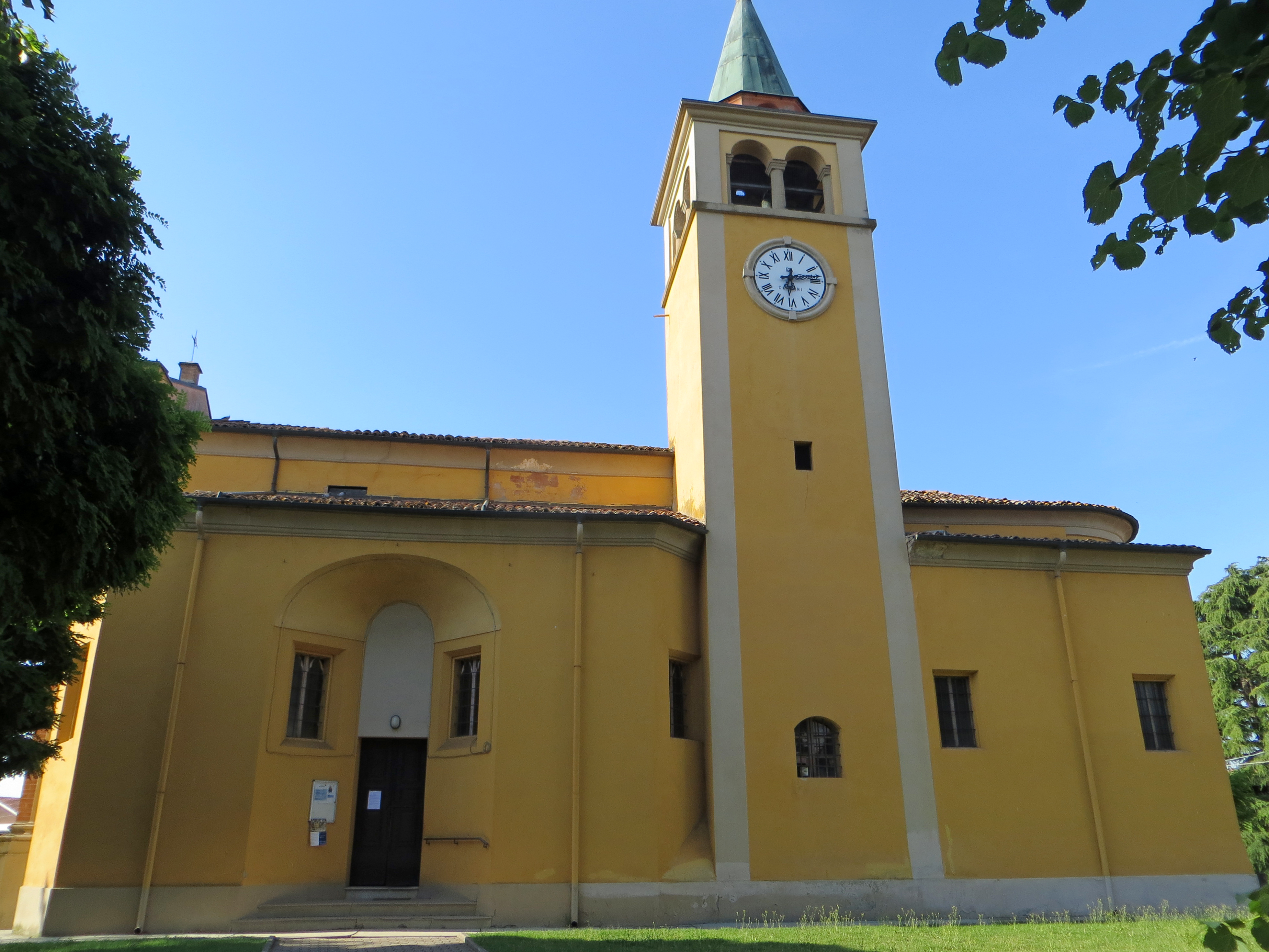
Lato sud

La chiesa si sviluppa su un impianto a navata unica affiancata da due cappelle ottagonali su ogni lato, con ingresso a ovest e presbiterio absidato a est.
La simmetrica facciata a capanna, quasi interamente rivestita in laterizio, è delimitata sui lati da due paraste d'ordine gigante coronate da capitelli dorici; nel mezzo dell'avancorpo centrale, lievemente aggettante, è collocato l'ampio portale d'ingresso principale settecentesco, affiancato da cornice e sormontato da un'alta trabeazione decorata con bassorilievi e colonnine poligonali su peducci; più in alto si innalza su una fascia marcapiano in rilievo una grande trifora chiusa nella bucatura centrale, separata dalle laterali attraverso colonnine binate con capitelli corinzi; più esternamente si aprono due nicchie ad arco a tutto sesto, contenenti altrettante statue di santi. In sommità, sopra alla trabeazione, si staglia a coronamento il frontone triangolare con cornice modanata, sormontato nel mezzo da una croce in ferro.
I fianchi intonacati sono caratterizzati dalla presenza delle cappelle in aggetto; al centro del lato sud, all'interno di un'ampia arcata a tutto sesto fortemente strombata, si apre tra due finestre il portale d'ingresso secondario. In adiacenza si innalza il campanile a pianta quadrata, decorato con lesene sugli spigoli; la cella campanaria si affaccia sui quattro lati attraverso ampie bifore separate da colonnine in pietra; in sommità si staglia l'alta guglia conica in metallo.
All'interno la navata è coperta da volta a botte lunettata, ornata con medaglioni mistilinei contenenti gli affreschi raffiguranti Santo Stefano in gloria e l'Assunta, eseguiti da Giovanni Bolla intorno al 1717; dai fianchi si affacciano sull'aula attraverso ampie arcate a tutto sesto le cappelle laterali, delimitate da lesene coronate da capitelli dorici, a sostegno del cornicione perimetrale.
Il presbiterio, lievemente sopraelevato, è preceduto dall'arco trionfale; l'ambiente, chiuso superiormente da una volta a botte lunettata, accoglie nel mezzo l'altare maggiore in marmo e pietra, con paliotto in rame raffigurante la Vita di Cristo, realizzato da Cornelio Ghiretti nel XX secolo; sul fondo l'abside, coronata dal catino a semicupola affrescato, è illuminata da due finestre laterali.
La chiesa conserva alcune opere di pregio, tra cui un olio rappresentante la Madonna con santo Stefano e un angelo, risalente agli inizi del XVIII secolo, un dipinto tardo-seicentesco ritraente la Madonna del Carmine col Bambino e i santi Giuseppe e Gregorio Magno, una cornice coeva contenente la tela della Madonna col Bambino e i santi Stefano, Cosma e Damiano, due confessionali settecenteschi, una credenza impiallacciata del 1780, un pallio in rame del 1931 e un affresco staccato del 1481 raffigurante la Madonna col Bambino e sant'Antonio, rinvenuto nel 1973 nella casa del campanaro. Nel tempio è infine ospitato un organo seicentesco restaurato.